# Grijze buisjeszwam
De grijze buisjeszwam (Bjerkandera adusta) is een schimmel die behoort tot de familie Meruliaceae. Hij komt voor op stobben en dode staande en liggende stammen en takken. Hij komt het meest voor op loofbomen als Fagus, Berk (Betula), Populier (Populus), Eik (Quercus), Wilg (Salix), af en toe ook op naaldhout en dan het vaakst op Spar (Picea). Hij veroorzaakt witrot.

## Kenmerken

### Uiterlijke kenmerken
De eenjarige vruchtlichamen vormen leerachtige hoedjes die meestal dakpansgewijs over elkaar groeien. Het vruchtlichaam heeft aan de bovenzijde concentrische delen en is okergrijs of bruingrijs tot zwart, met een scherpe witte, later zwarte rand. De hoed is 2-6 cm × 1-3 cm groot en 3-6 mm dik. Het dunne, witachtige vlees is taai. De geur is wat zurig.
De grijze buisjes aan de onderkant van het vruchtlichaam zijn rond, licht- tot donkergrijs, lichter naar de rand en verkleuren zwart na beschadiging. Ze zijn 1-2 mm lang met 4-6 poriën per mm.

### Microscopische kenmerken
De sporen zijn zijn wit tot lichtgeel en meten 4-6 × 2,5-3,5 µm.

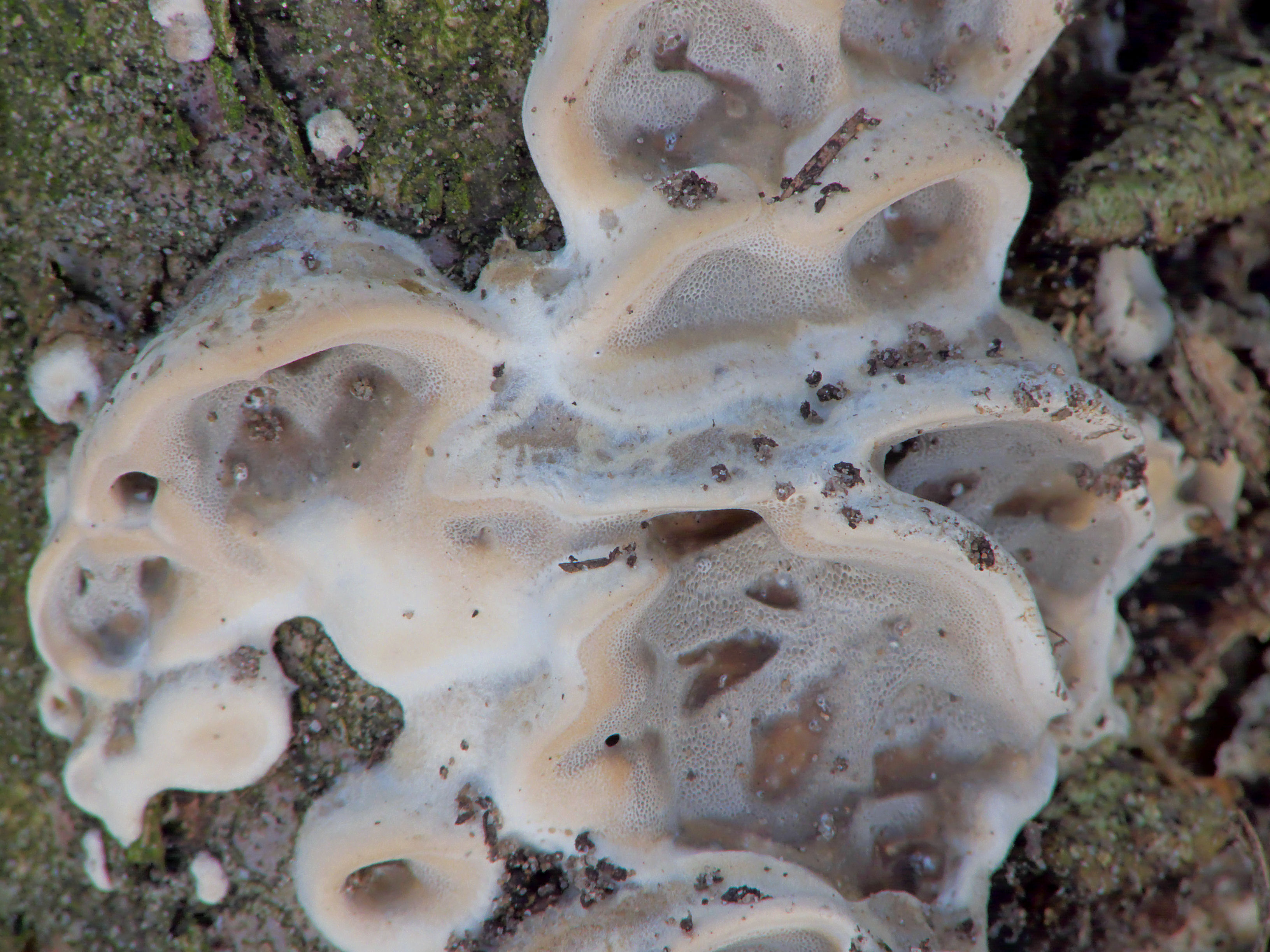
Onderkant met buisjes
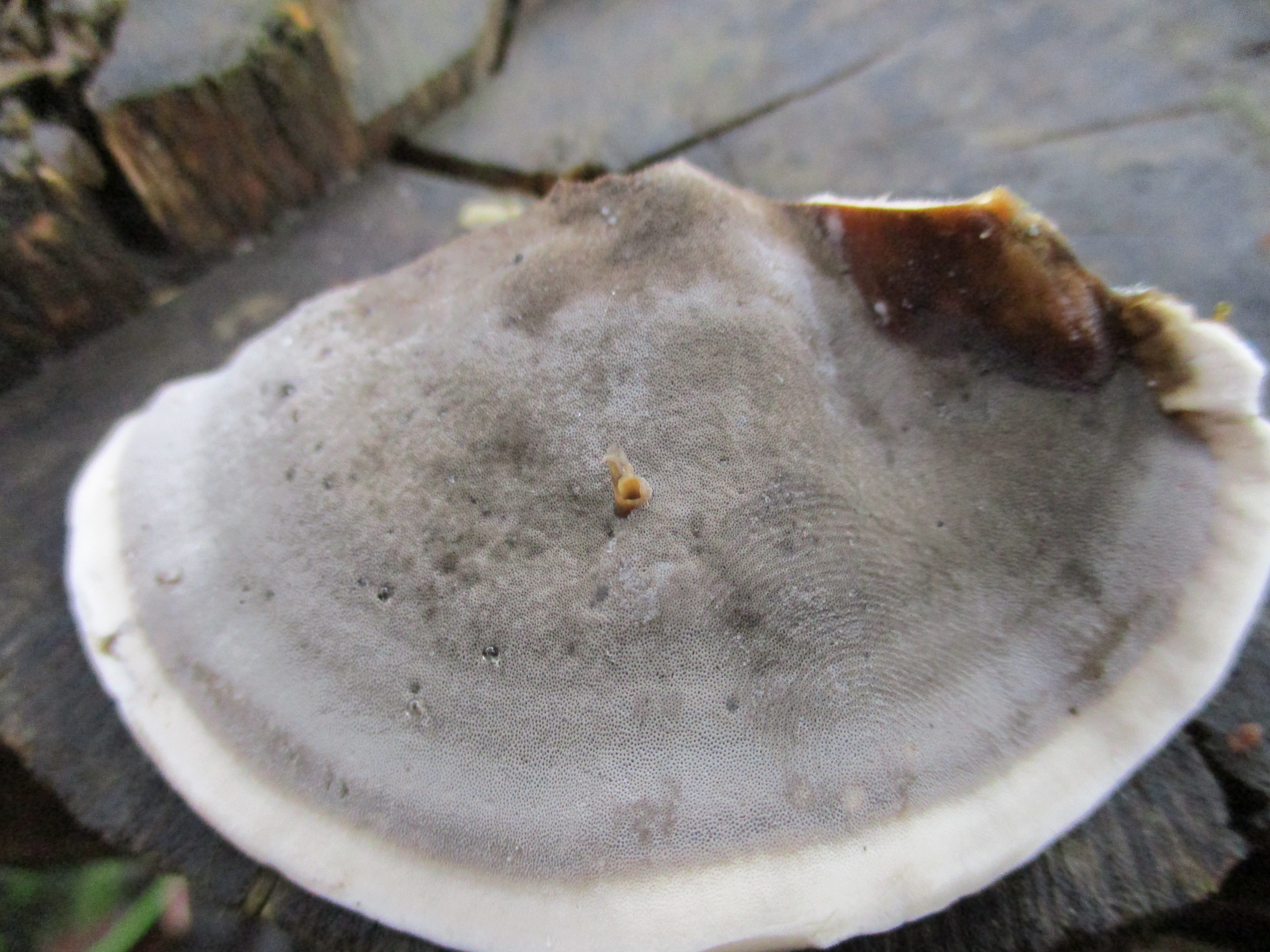
Bjerkandera adusta Grijze buisjeszwam, onderaanzicht, buisjes zijn duidelijk zichtbaar
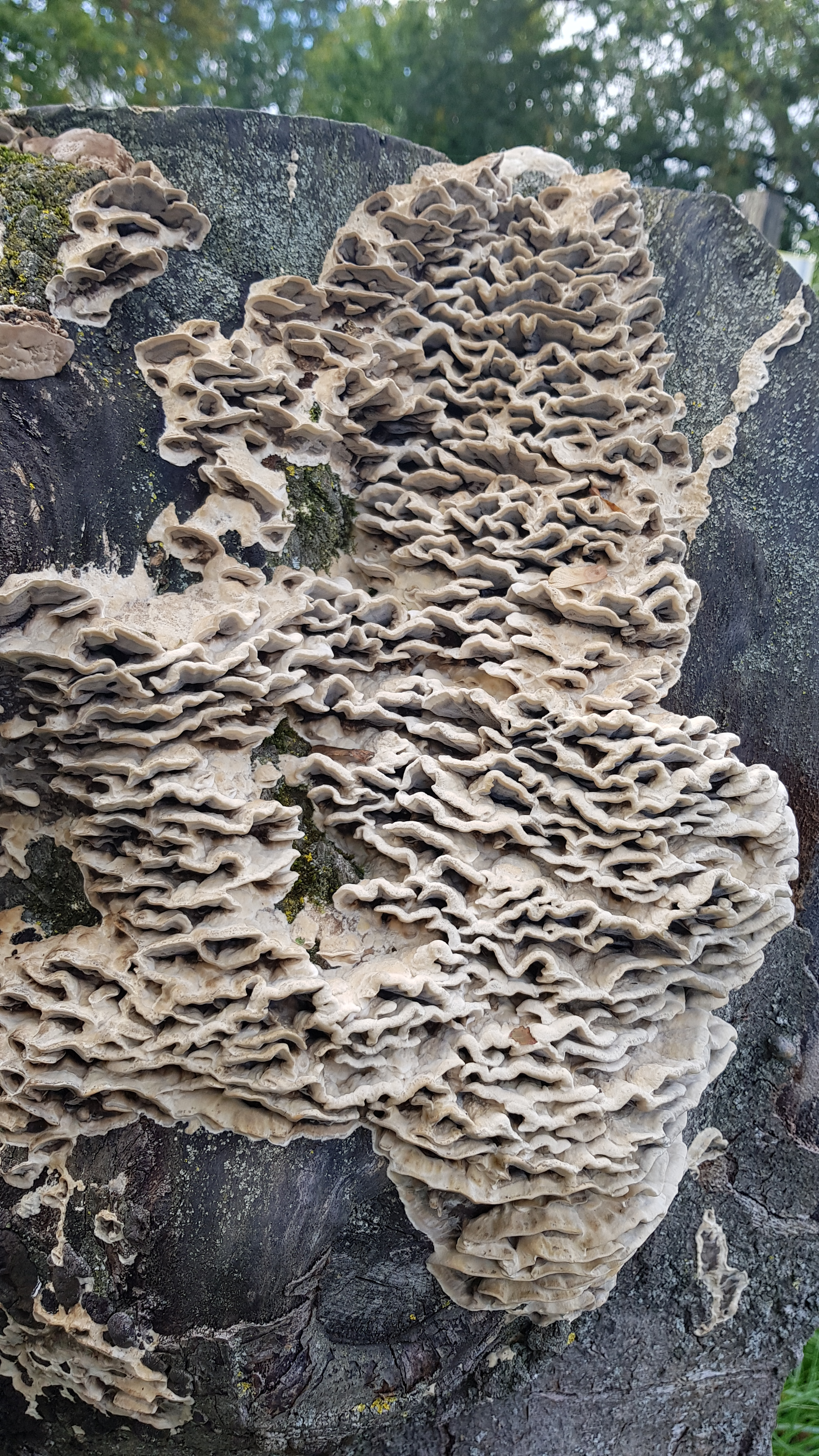
Grijze buisjeszwam op de Sint-Pietersberg
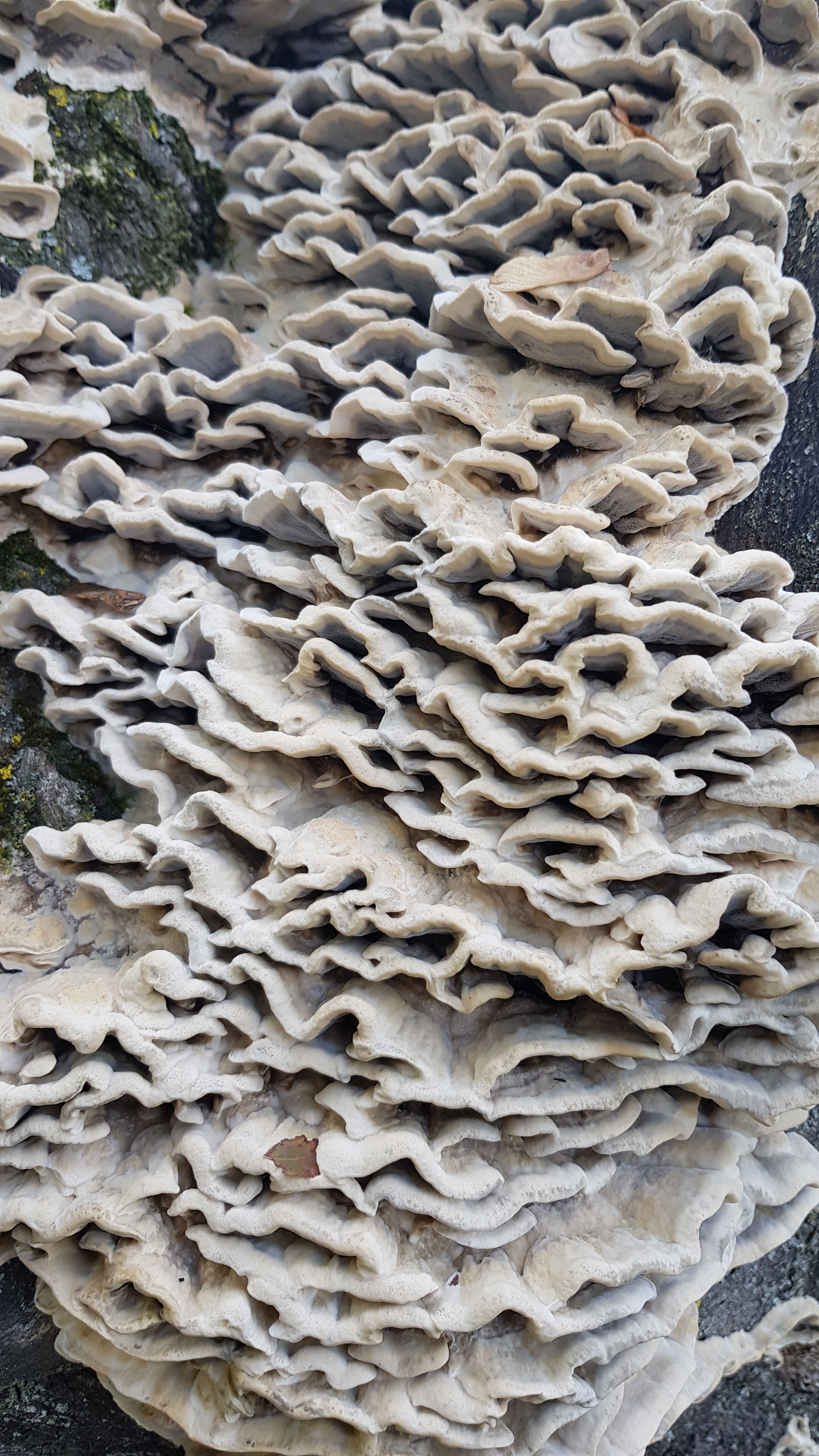
Grijze buisjeszwam op de Sint-Pietersberg